# Roman Harper
Pour les articles homonymes, voir Harper.
(en) Statistiques sur pro-football-reference
Roman Harper, né le 11 décembre 1982 à Prattville, Alabama, est un américain, joueur de football américain ayant évolué de 2006 à 2016 au poste de strong safety pour les Saints de La Nouvelle-Orléans et les Panthers de la Caroline au sein de la National Football League.
Au niveau universitaire, il a joué pour le Crimson Tide de l'Alabama représentant l'université de l'Alabama de 2003 à 2005.